# Psychotria hedyotifolia
Psychotria hedyotifolia är en måreväxtart som beskrevs av Elmer Drew Merrill. Psychotria hedyotifolia ingår i släktet Psychotria och familjen måreväxter. Inga underarter finns listade i Catalogue of Life.